# 119
119 је била проста година.

## Догађаји
- Цар Хадријан поставља Легију Виктрик у римску Британију, како би помогао у гушењу отпора локалне побуне. Легија је кључна у обезбеђивању победе и на крају ће заменити Легију Хиспану у Еборакуму.
- Хадријан такође ове године посећује Британију на захтев гувернера Британије Квинта Помпеја Фалка.
- Умире Салонија Матидија (нећакиња бившег цара Трајана). Хадријан држи њену погребну беседу и гради јој храм у Риму.
- Нахапана, скитски краљ, владао је у северној Индији. Он напада краљевство Андхра и анексира Јужну Раџпутану.

## Смрти
- Салонија Матидија, Трајанова нећака (р. 68. н.е.)
- Плутарх, грчки историчар и биограф (рођен 46. н.е.)[1]
- Секунд Астијски, римски епископ и мученик
- Серафима, римска робиња и хришћанска мученица